# Бурская война (фильм)
Бурская война (англ. The Boer War) —американский черно-белый немой художественный фильм, снятый режиссером

Джорджем Мелфордом на студии Kalem Company в 1914 году.

## Сюжет
Ламберты дают благотворительный бал в пользу Фонда вдов и сирот. Среди гостей присутствует капитан Доан, который давно влюблен в Джейн — дочь отставного генерала Ламберта. Джейн соглашается выйти замуж за Доана, родители одобряют ее выбор.

Генерал Ламберт помещает собранные пожертвования в библиотеке и удаляется к гостям. В этот момент в библиотеку проникает сын генерала Ламберта — Джек. Он похищает собранные пожертвования и относит их игроку, которому проиграл в карты.

Тем временем, генерал Ламберт получает телеграмму и информирует присутствующих о начале войны между Великобританией и бурами. Генерал рассказывает о своем товарище, которого предательски убили буры в Первой англо-бурской войне. Он просит Джека отомстить за убитого товарища в предстоящей драке.

Джека мучают угрызения совести. Он оставляет записку с признанием, а затем берет револьвер и, готовится застрелиться. Подоспевший Доан хватает его за руку и узнает правду. Генерал Ламберт и попечительский совет входят в комнату и начинают искать деньги. Доан объявляет что украл их. Гости узнают о случившимся. Джейн убита горем.

Опозоренный капитан Доан возвращается домой. Его отстраняют от военной службы. Он с грустью наблюдает как его любимый полк отбывает на войну. Доан впадает в депрессию, болеет. После выздоровления Доан под вымышленным именем отправляется на войну.

По счастливой случайности Доан встречает Джека Ламберта. Молодой офицер узнает в солдате человека спасшего его от позора. Джек назначает Доана своим ординарцем.

Буры под командованием генерала Жубера успешно сдерживают натиск британцев. Лейтенант Ламберт спешит с донесениями в штаб. Его сопровождает Доан. По пути они обнаруживают отряд буров, подкрадывающийся к флангу британцев. Их  предупреждение о вражеском маневре спасает британские войска от уничтожения.

Буры, занимая выгодную стратегическую позицию на возвышенности, применяют тяжелые осадные орудия, отбивая атаки британцев. Британцы, выбив картечью буров из укреплений, совершают стремительный рывок приведшего к захвату возвышенности и уничтожению вражеских орудий. В схватке отличились Джек и Доан. Командование благодарит Джека и Доана за проявленную доблесть.

Уставший Доан возвращается в свою палатку. Он смотрит на фотографию Джейн и вспоминает тот бал. Он печально смотрит в глаза девушки, от любви которой отказался. В другой палатке происходит совсем другая сцена. Терзаемый совестью, Джек пишет признание, оправдывающее Доана, которого он стал уважать. Джек передает письмо Доану, прося сохранить его на случай смерти. Джек просит Доана, в случае смерти (Джека) на поле боя считать ущерб возмещенным. Когда Джек удаляется Доан рвет письмо на куски.

На следующий день британцы вновь пошли в наступление. Холмы покрыты густым дымом артиллерии. Британская кавалерия сметает врага. Джек, ведущий солдат в штыковую атаку против бурской батареи, получает пулевое ранение и падает.

Доан сообщает (телеграфирует) Ламбертам о ранении Джека. Джейн отправляется медсестрой Красного Креста к брату. Она разыскивает больничную палатку Джека. Когда она входит в палатку, она видит Доана склонившегося над ее братом. Вспоминая его поступок, она презрением отстраняется. Тогда Джек, несмотря на резкие возражения Доана, рассказывает ей правду. Доан отворачивается. Рука Джейн лежит на его руке. Она просит простить...

Война продолжается. Окруженные и терпящие поражение буры ожесточенно сопротивляются. Их плотный огонь косит атакующих британцев. С холмов британские батареи метают ракеты по укрытиям буров. Доан, командуя одной из  батарей, подбадривает своих товарищей. Буры метким ружейным огнем обстреливают батарею. В конечном итоге, Доан остается единственным выжившим. Он один ведет бой. Один из бурских снарядов приземляется рядом с пушкой Доана и взрывается. Когда дым рассеется, Доан пытается подняться. Кровь хлещет из глаз...

Джейн стоит у постели брата, когда Доана приносят на носилках. Она с тревогой нависает над доктором, осматривающего мужчину. Доктор сообщает ей, что мужчина выздоровеет, но останется слепым на всю жизнь.

Девушка ухаживает за возлюбленным и возвращает ему здоровье. Джек рассказывает свою историю командиру. Он раскрывает благородство Доана и жертву, которую он принес.

Когда Доан выздоравливает, история его героизма расходится по радио. Военное министерство восстанавливает его в прежнем звании и награждает медалью за проявленную доблесть. Джейн присутствует в момент награждения её героя.

## В ролях
- Эдвард Клисби — генерал в отставке Ламберт
- Джейн Вулф — миссис Ламберт
- Марин Саис — Джейн Ламберт (дочь)
- Уильям Брантон — лейтенант Джек Ламберт (сын)
- Лоуренс Пейтон — капитан Доан
- Уильям Х. Уэст — бурский генерал Жубер

## Распространение
Официальный дистрибьютер по прокату фильма компания
General Film Company.